# Francesco Rosselli
Francesco Rosselli (Firenze, 1448 – 1513) è stato un incisore italiano.

Attribuito a Francesco Rosselli, Sibilla Frigia, 1943.388 - Cleveland Museum of Art

Fratello di Cosimo Rosselli e allievo di Baccio Baldini, nel 1480 si recò in Pannonia per perfezionare la tecnica d'incisione. Tornato nel 1482, eseguì molte opere a maniera larga, una tecnica contraddistinta dall’uso di punte diverse in base alla diversa resa del colore scuro che si vuole e l'aggiunta della tecnica del bulino, importata forse da Rosselli a Firenze.
Nel 1506 incise una Carta del mondo, l'unica sua opera documentata, sebbene grazie a un'importante operazione filologica si sia riusciti a ricostruire un catalogo delle sue opere, grazie all'aiuto di un inventario del 1525, recentemente ritrovato. Gli sono stati attribuiti una serie della Vita della Vergine e una serie di Trionfi ispirati al tema petrarchesco. Gli si attribuiscono anche la serie dei Profeti e delle Sibille, che replicano con varianti iconografiche alcuni disegni del maestro Baldini.